# Штейн, Люк
Люк Штейн (англ. Luke Steyn; 7 июня 1993, Хараре) — зимбабвийский горнолыжник, участник Олимпийских игр 2014 года. Первый спортсмен от Зимбабве на Зимних олимпийских играх за всю их историю.

## Биография
На Олимпийских играх в Сочи Люк Штейн представлял Зимбабве, это первый и пока единственный спортсмен от этой страны за всё время проведения Зимних олимпийских игр. Поэтому и флаг Зимбабве на церемонии открытия Игр нёс тоже он.
В трёхлетнем возрасте вместе с родителями Люк уехал из Зимбабве и жил в Швейцарии, Франции, Великобритании, а сейчас переехал в США, где учится в Колорадском университете в Боулдере.
Сам Люк о своей поездке на Олимпийские игры сказал:

Я родился в Зимбабве, это в моей крови. Я африканец, даже если по мне это не всегда заметно. Почему бы не представлять Зимбабве? Это уникальная возможность.
Оригинальный текст (англ.)I was born in Zimbabwe, it’s in my blood. I’m African, even though I don’t sound like it all the time. Why not represent Zimbabwe? It’s unique.

В спортивной программе Игр Штейн выступал в слаломе и гигантском слаломе. Выступление сложно назвать удачным: в гигантском слаломе итоговая позиция — 57, с общим временем 3 минуты 6,55 секунд; а в слаломе Люк и вовсе не финишировал. Тем не менее, самим фактом своего появление на этих Играх он вписал себя в историю Зимбабве, в которой снег не выпадал больше 50 лет.